# Hagtornsskräling
Hagtornsskräling (Tubaria dispersa) är en svampart som först beskrevs av L., och fick sitt nu gällande namn av Rolf Singer 1961. Enligt Catalogue of Life ingår Hagtornsskräling i släktet Tubaria,  och familjen Inocybaceae, men enligt Dyntaxa är tillhörigheten istället släktet Tubaria,  och familjen Tubariaceae. Arten är reproducerande i Sverige. Inga underarter finns listade i Catalogue of Life.